# Valentina Artemyeva
Valentina Artemyeva, née le 8 décembre 1986 à Novossibirsk, est une nageuse russe spécialiste de la brasse.

## Biographie
Valentina Artemyeva est licenciée au Novossibirsk SC. 
Elle fait ses débuts internationaux en 2008 où elle participe aux Mondiaux en petiti bassin, puis aux Championnats d'Europe en petit bassin à Rijeka lors desquels elle remporte successivement la médaille d'or sur le 50 m brasse et le 100 m brasse
Trois ans plus tard, elle récidive aux Championnats d'Europe en petit bassin à Szczecin en réalisant le même doublé. La Russe obtient également la médaille d'argent au relais 4 × 50 m quatre nages.

## Palmarès

### Championnats d'Europe

#### En petit bassin
- Championnats d'Europe 2008 à Rijeka ( Croatie) :
  -  Médaille d'or du 50 mètres brasse.
  -  Médaille d'or du 100 mètres brasse.

- Championnats d'Europe 2010 à Eindhoven ( Pays-Bas) :
  -  Médaille de bronze du 50 m brasse.

- Championnats d'Europe 2011 à Szczecin ( Pologne) :
  -  Médaille d'or du 50 mètres brasse.
  -  Médaille d'or du 100 mètres brasse.
  -  Médaille d'argent au titre du relais 4 × 50 m quatre nages.